# Бариш Ардуч
Бариш Ардуч (тур. Barış Arduç; нар. 9 жовтня 1987) — турецький актор театру, кіно і телебачення.
Офіційне агентство актора — Ahmet Koraltürk.
З 2016 він офіційно є Послом Доброї Волі в Асоціації Туреччини «Життя Без Раку».

## Біографія
Бариш Ардуч народився у Швейцарії. Його батьків звуть Ерол Ардуч (батько) і Гюла Ардуч (мати), вони обоє вихідці з Албанії.
У нього також є старший брат Онур Ардуч, який одружився 28 серпня 2016 в Болу, під Стамбулом, і молодший брат Мерт Ардуч, неодружений.
У віці 8 років Ардуч із сім'єю переїхали жити до Туреччини. Він закінчив початкову школу в Адапазари 1998 року. Потім сім'я переїхала в Болу після землетрусу в Ізміті 1999 року. У Болу він закінчив середні класи школи і один рік старших класів. Потім його сім'я переїхала в Ускюдар, район Стамбула, де він закінчив середню школу 2005 року. Після закінчення середньої школи Бариш вступив до Спортивної Академії Ерсійесского Університету в Кайсері, вигравши грант на безкоштовне навчання першого року. Але під час навчання в Академії (2005—2006) зрозумів, що це не для нього, і пішов з університету. У 2007—2009 роках він закінчив курси акторської майстерності в Стамбулі в Сімейному Театрі Садрі.
З дитинства Бариш любить займатися спортом: плавання, пірнання, футбол, баскетбол, гандбол, гребля. З травня 2016 він почав брати уроки боксу в Боксерській Студії EFSANE і став активним членом бійцівського клубу «BVJIN». Також любить їздити на велосипеді і мотоциклі, а з квітня 2016 року вивчає плавання під вітрилами.
Ардуч вільно володіє чотирма мовами: турецькою, англійською, албанською та іспанською. У телевізійному серіалі «Кохання напрокат» актор трохи говорить італійською.
Одружений з Гюпсе Озай.

## Професійна кар'єра
Перша робота Бариша Ардуча  — рятувальник на воді в BEYKOZ SUALTI SPOR KLB. BEYKOZ, пропрацював у районі Шиле,Стамбул, протягом восьми років (2005—2013).

2007 року він закінчив курси акторської майстерності в Стамбулі в Сімейному Театрі Садрі, після зустрічі з Айла Алга він почав кар'єру театрального актора в 2009—2011, у Стамбулі.

З 2011 року Ардуч почав кар'єру телевізійного і кіноактора.

2011 року знявся в трьох серіалах на різних ТВ каналах. Перший серіал — «Маленька леді» (тур.- Küçük Hanımefendi), другий — «Послухай, дорогий» (тур.- Dinle Sevgili "), і третій — «Огидний сьомий» (тур.- Pis Yedili).

У 2012—2014 роках брав участь у серіалі з високим рейтингом «Не турбуйтеся за мене» (тур.- Benim İçin Üzülme). У 2013—2014 році виходить серіал також із високим рейтингом «Придворні сьогодні» (тур.- Bugünün Saraylısı).

2014 року Ардуч знявся у двох кінофільмах «Тільки ти» (тур.- Sadece Sen) з високим рейтингом і слідом виходить фільм «Дурепа» (тур.- Deliha) з невеликим рейтингом.
2015 року почався показ серіалу «Раккон: Для моєї родини» (тур.- Racon: Ailem İçin), але з незрозумілих причин після зйомок 4-ї серії серіал закрили. У червні 2015 року стартував серіал «Любов напрокат» (тур.- Kiralık Aşk), де Бариш отримав свою першу головну роль. Роль багатого дизайнера взуття Омера Іплікчі принесла Баришу популярність як у Туреччині, так і за її межами. Бариш отримує нагороди за нагородами протягом зйомок першого сезону 2015—2016.

2016 року телевізійний серіал «Кохання напрокат» отримав нагороду як «Кращий романтичний і комедійний телевізійний серіал» від журналу GECCE. Цього ж року «Кохання напрокат» посів 5-е місце серед 34 турецьких серіалів і отримав нагороду «Кращий турецький телевізійний серіал 2015 року». Серіал став дуже популярним і в червні 2016 ТВ Канал StarTV вирішив продовжити зйомки і почав трансляцію другого сезону з вересня 2016 року. У листопаді 2016 року Бариш Ардуч отримав чергову нагороду «Кращий комедійний актор», а серіал «Кохання напрокат» отримав нагороду «Кращий комедійний телевізійний серіал» на престижній кінопремії Туреччини «Золотий метелик». 
В інший час Бариш активно знімається в теле- і медіарекламах. Як популярний актор, на сторінці Instagram «arducbrs» Бариш Ардуч має 3 млн послідовників (Листопад 2016).

## Фільмографія
| Рік  | Українська назва | Оригінальна назва | Роль  |
| ---- | ---------------- | ----------------- | ----- |
| 2014 | Тільки ти        | Sadece Sen        | Emin  |
| 2014 | Дурепа           | Deliha            | Cemil |
| 2017 | Час щастя        | Mutluluk Zamanı   | Mert  |

| Рік       | Українська назва             | Оригінальна назва         | Роль                  | Продюсер                                    | ТВ Канал     |
| --------- | ---------------------------- | ------------------------- | --------------------- | ------------------------------------------- | ------------ |
| 2011      | Маленька леді                | Küçük Hanımefendi         | Cenk                  | Özer Kızıltan                               | TRT 1        |
| 2011      | Слухай, Дорогий              | Dinle Sevgili             | Hakan                 | Irmak Çığ , Fulya Yavuzoğlu, Mehtap Köroğlu | Fox TV       |
| 2011      | Противний сьомий             | Pis Yedili                | Sinan                 | Süleyman Seçik                              | Show TV      |
| 2012-2014 | Не турбуйтеся за мене        | Benim İçin Üzülme         | Ahmet Avcıoğlu        | Mahsun Kırmızıgül, Serkan Birinci           | atv, Show TV |
| 2013-2014 | Придворні сьогодні           | Bugünün Saraylısı         | Selim Bayraktar       | Kudret Sabancı                              | atv          |
| 2014      | Папа Дандіністи              | Dada Dandinista           | Самого себе — TV Host | -                                           | Star TV      |
| 2015      | Раккон: Для моєї родини      | Racon: Ailem İçin         | Tekin Atan            | Mehmet Ada Öztekin                          | atv          |
| 2015-2016 | Кохання напрокат             | Kiralık Aşk               | Ömer İplikçi          | Metin Balekoğlu, Barış Yöş , Şenol Sönmez   | Star TV      |
| 2019      | Ворон                        | Kuzgun                    | Kuzgun Cebeci         | Kerem Çatay                                 | Star Tv      |
| 2020      | Чукур                        | Çukur                     | Arık Böke Erdenet     | Kerem Çatay                                 | Show TV      |
| 2021      | Альпарслан: Великі Сельджуки | Alparslan: Büyük Selçuklu | Alp Arslan            | Emre Konuk                                  | TRT 1        |
| 2021      | Клуб                         | Kulüp                     | İsmet Denizer         | Cengiz Çağatay                              | Netflix      |

## Нагороди та номінації
| Рік  | Компанія                                                                                    | Категорія                                                                                        | Серіал — Фільм                | Результат |
| ---- | ------------------------------------------------------------------------------------------- | ------------------------------------------------------------------------------------------------ | ----------------------------- | --------- |
| 2015 | KKTC Cypaparazzi En İyiler ÖDÜLLERİ                                                         | En İyi Erkek Oyuncu (Dizi)Кращий телевізійний актор                                              | Kiralık Aşk, Кохання напрокат | Перемога  |
| 2015 | Kristal Fare ÖDÜLLERİ Кришталева миша                                                       | En İyi Erkek Oyuncu (Dizi)Кращий телевізійний актор                                              | Kiralık Aşk, Кохання напрокат | Номінація |
| 2015 | GQ Türkiye ÖDÜLLERİ GQ Туреччина                                                            | GQ Men of The Year 2015 GQ Чоловік Року 2015                                                     | GQ                            | Перемога  |
| 2015 | 42. Panten Altın Kelebek ÖDÜLLERİ 42я Золотий метелик                                       | En Yakışan Çifti (Defne-Ömer)Найкраща телевізійна пара (Дефне — Омер)                            | Kiralık Aşk, Кохання напрокат | Перемога  |
| 2015 | İTÜ EMÖS Achievement ÖDÜLLERİ Стамбульський Технічний Університет                           | Yılın En Başarılı Erkek Dizi Oyuncusu Найуспішніший телевізійний актор                           | Kiralık Aşk, Кохання напрокат | Номінація |
| 2015 | Ege Üniversitesi Medya ÖDÜLLERİ Егейський Університет                                       | En İyi Erkek Dizi Oyuncusu Кращий телевізійний актор                                             | Kiralık Aşk, Кохання напрокат | Перемога  |
| 2015 | Ayaklı Gazete TV Yıldızları ÖDÜLLERİ ТВ Газета зірок                                        | En İyi Gençlik Dizisi Erkek Oyuncu Кращий молодий телевізійний актор                             | Kiralık Aşk, Кохання напрокат | Перемога  |
| 2015 | Yıldız Teknik Üniversitesi Stars ÖDÜLLERİ Йілдізскій Технічний Університет                  | En Beğenilen Erkek Dizi Oyuncusu Найшанобливіший телевізійний актор                              | Kiralık Aşk, Кохання напрокат | Перемога  |
| 2015 | Elele Avon Kadın ÖDÜLLERİ Жінки разом з AVON                                                | Yılın İlham Veren Erkek Oyuncusu Самий внохновляемий телевізійний актор                          | Kiralık Aşk, Кохання напрокат | Перемога  |
| 2016 | İstanbul Aydın Üniversitesi İletişim ÖDÜLLERİ Стамбульський Інтелектуальний Університет     | Yılın En İyi Çıkış Yapan Erkek Oyuncusu Кращий телевізійний актор                                | Kiralık Aşk, Кохання напрокат | Перемога  |
| 2016 | Gazeteciler Derneği ÖDÜLLERİ Асоціація журналістів Altın Objektif ÖDÜLLERİ Золотий Об'єктив | En İyi Romantik ve Komedi Dizisi Erkek Oyuncu Кращий романтичний і комедійний телевізійний актор | Kiralık Aşk, Кохання напрокат | Перемога  |
| 2016 | TelevizyonDizisi.com 2016 ÖDÜLLERİ Телевізійні Серіали 2016                                 | En İyi Erkek Oyuncu Кращий телевізійний актор                                                    | Kiralık Aşk, Кохання напрокат | Перемога  |
| 2016 | TelevizyonDizisi.com 2016 ÖDÜLLERİ Телевізійні Серіали 2016                                 | En İdeal dizi çifti (Defne-Ömer) Найкраща телевізійна пара (Дефне — Омер)                        | Kiralık Aşk, Кохання напрокат | Перемога  |
| 2016 | 42. Panten Altın Kelebek ÖDÜLLERİ 42я Золотий метелик                                       | En İyi Komedi Dizisi Erkek OyuncuКращий телевізійний комедійний актор                            | Kiralık Aşk, Кохання напрокат | Перемога  |

## Благодійність
Бариш Ардуч дуже активний у благодійності та підтримує дітей в онкологічних Центрах Туреччини через асоціацію «Життя без раку». (Тур.) — «Kansersiz Yaşam Derneği».
Благодійний марафон.
19 вересня 2015 він брав участь у благодійному марафоні «Ангели Спорту». 20 грудня 2015 він брав участь у благодійному нічному концерті від «TEGV» фонду (освітні волонтери фонду Туреччини) на підтримку хворих на рак дітей, організованому Асоціацією. Ардуч виконав пісню «Nayino» давньотурецькою мовою. Рекордна кількість глядачів за ніч підтримали SMS-ками, підтримка SMS та інші пожертвування від 123000 осіб було внеском в освіту дітей на 80,000 тур. лір.
Благодійний концерт.

У грудні 2015 року він також підтримував проєкт із захисту бродячих тварин. З 29 березня 2016 р протягом 3-х днів у Стамбулі проводився Торговий Фестиваль, де Ардуч був активним учасником.

Усі кошти від цих заходів були перераховані в онкологічні центри для дітей Туреччини.
З 20 травня 2016 року Бариш Ардуч офіційно є Послом Доброї Волі в Асоціації «Життя без раку»

## Цікаві факти
Особлива пристрасть — дайвінг і футбол. Його зріст — приблизно 182 сантиметри, вага — близько 82 кілограмів. Через гарну зовнішність він багато знімався для обкладинок журналів і в рекламних роликах. 

2015 року Бариш став обличчям компанії Derimod. Актор часто ділиться зі своїми шанувальниками новими фото в Instagram. 